# Louis Klamroth

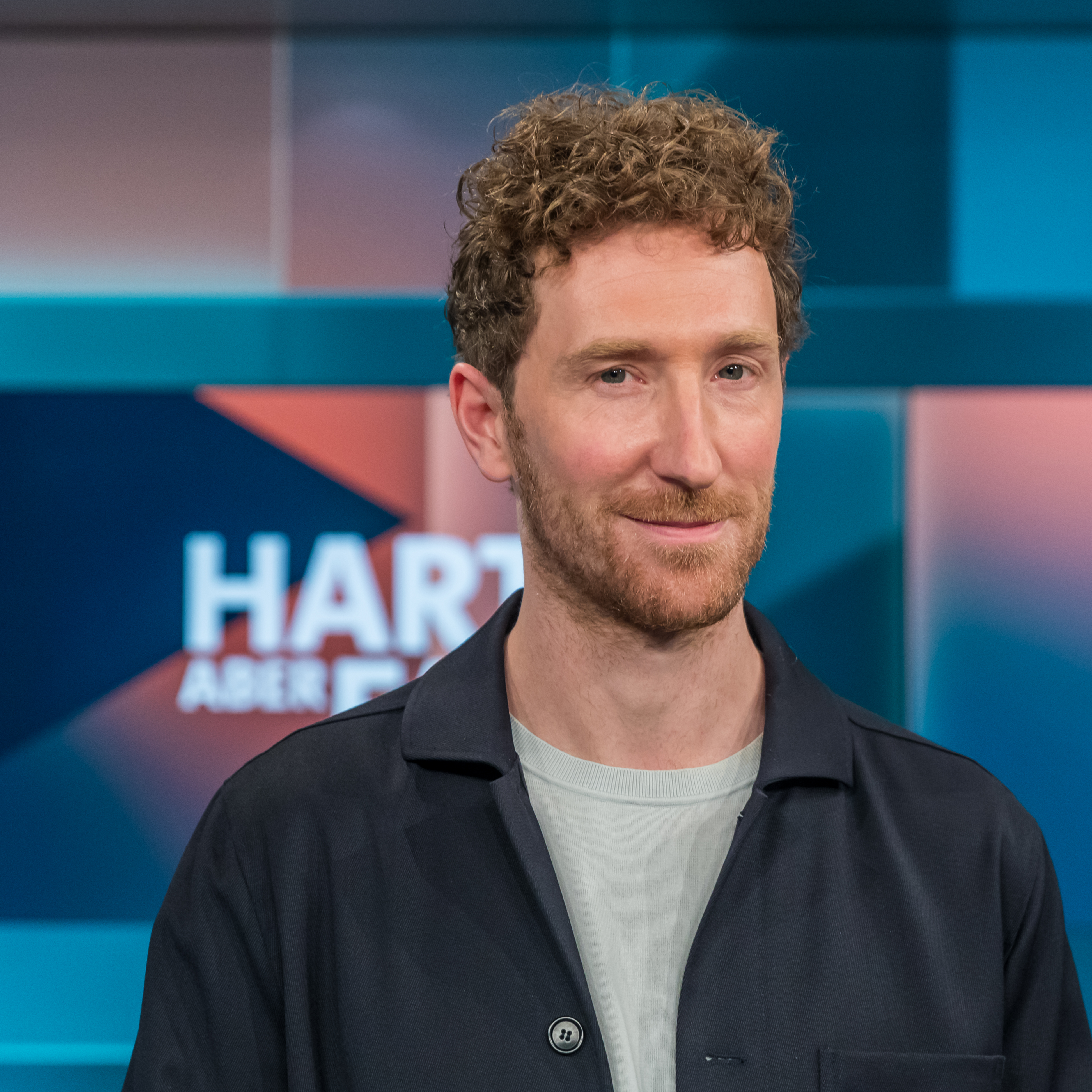
Louis Klamroth (2024)

Louis Klamroth (* 28. Oktober 1989 in Hamburg) ist ein deutscher Fernsehmoderator, der auch als Schauspieler tätig war.

## Werdegang
Louis Klamroth wurde als Sohn der Kameraassistentin Katrin Klamroth und des Schauspielers Peter Lohmeyer in Hamburg geboren, wo er mit drei Geschwistern aufwuchs. Seine jüngere Schwester Lola Klamroth ist ebenfalls als Schauspielerin tätig; seine Großtante war die Journalistin Wibke Bruhns, sein Urgroßvater der Widerstandskämpfer Hans Georg Klamroth.
Klamroth spielte bereits dreimal an der Seite seines Vaters Peter Lohmeyer. So war er 2001 in seinem ersten Film, dem Kinderfilm Der Mistkerl, neben Anna Loos, Ines Nieri und Ingo Naujoks zu sehen. Bekannt wurde er 2003 durch Sönke Wortmanns Film Das Wunder von Bern in der Rolle des Matthias, des Sohnes des Bergarbeiters Richard. Die Rolle des Sohnes spielte Klamroth auch in Schenk mir dein Herz (2010) über einen Schlagersänger, der nach einem Herzinfarkt an Gedächtnisverlust leidet und versucht, wieder Kontakt zu seiner früheren Frau und seinem Sohn aufzunehmen.
Von 2016 bis 2021 moderierte Klamroth die Polit-Talkshow Klamroths Konter bei n-tv, für die er 2018 den Deutschen Fernsehpreis (Förderpreis) gewann. Zur Bundestagswahl 2017 gründete Klamroth den gemeinnützigen Verein Diskutier Mit Mir, der es sich zum Ziel gesetzt hat, in einer App Menschen mit unterschiedlichen Meinungen ins Gespräch zu bringen. 2019 gründete er zusammen mit seinem Cousin Nikolaus und mit Moritz Hohenfeld die Produktionsfirma Florida Factual (ehemals: K2H), bei der Florida Entertainment Mehrheitsgesellschafter ist. Am 9. Januar 2023 löste Klamroth Frank Plasberg als Moderator der Talkshow Hart aber fair ab. Im Mai 2025 wurde Klamroth mit seinem angestammten ARD-Format „Hart aber fair“ am Montag in eine Sendepause gesetzt und durch die Talkshow Maischberger ersetzt.

## Kontroversen
Louis Klamroth geriet in die Kritik, nachdem er in einer Diskussion über Zuwanderung und Kriminalität in seiner Sendung „Hart aber fair“ eine umstrittene Aussage tätigte. Als die AfD-Politikerin Beatrix von Storch auf die hohe Anzahl von Gruppenvergewaltigungen durch Zuwanderer hinwies, entgegnete Klamroth, dass solche Taten auch von Personen anderer Herkunft, wie beispielsweise „einem australischen Austauschstudenten“, begangen werden könnten. Diese Bemerkung stieß auf Unverständnis, da in Europa zuletzt keine entsprechenden Fälle bekannt waren. Kritiker warfen ihm vor, die Problematik zu verharmlosen und die Diskussion zu verzerren. Polizeigewerkschafter Manuel Ostermann und Unions-Kanzlerkandidat Friedrich Merz betonten hingegen die signifikante Beteiligung von Migranten an solchen Verbrechen.

## Privates
Anfang 2023 wurde öffentlich, dass Klamroth mit der Klimaschutz-Aktivistin Luisa Neubauer liiert ist. Louis Klamroth war in seiner Jugend Fußballspieler beim Altonaer FC von 1893.

## Filmografie
- 2001: Der Mistkerl
- 2003: Das Wunder von Bern
- 2010: Schenk mir dein Herz
- 2011: Zeitfenster (Kurzfilm)

## Moderation
- 2016–2021: Klamroths Konter
- 2021: ProSieben Spezial Live. Der Kanzlerkandidat im Interview: Olaf Scholz
- 2021: Die ProSieben-Bundestagswahl-Show (insgesamt 3 Ausgaben)
- seit 2023: Hart aber fair[7]

## Auszeichnungen

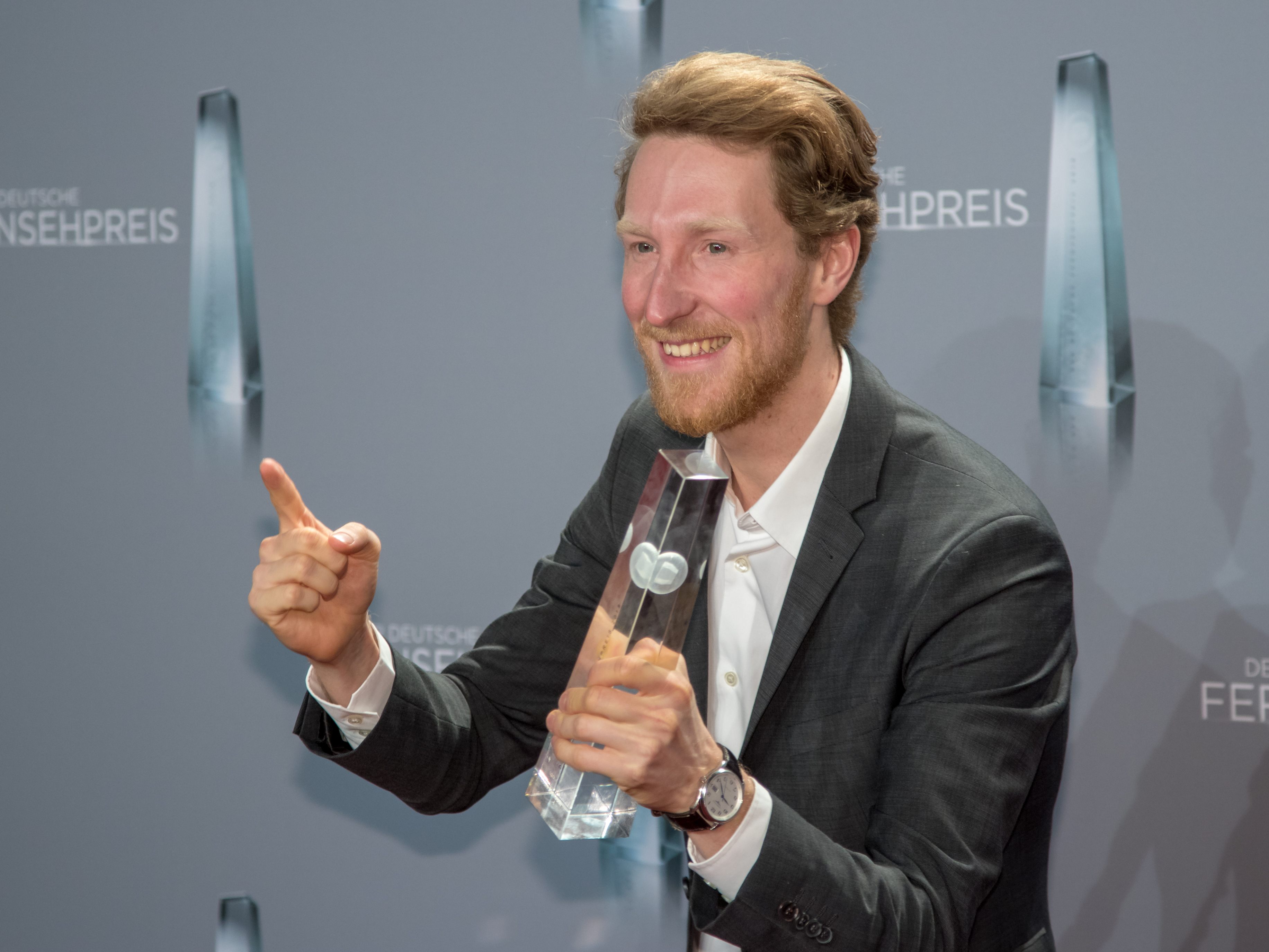
Louis Klamroth mit dem Deutschen Fernsehpreis (2018)

- 2004: Goldene Kamera – Lilli Palmer & Curd Jürgens Gedächtniskamera als Bester Nachwuchsschauspieler
- 2004: DIVA Entertainment-Preis
- 2004: Jupiter als Bester deutscher Newcomer
- 2018: Deutscher Fernsehpreis (Förderpreis) für Klamroths Konter
- 2018: „Top 30 bis 30“ Journalisten des medium magazin[15]

## Sonstige Auftritte
Klamroth hatte 2021 einen Gastauftritt bei der Sendung Joko & Klaas gegen ProSieben.